# Kostel Nalezení svatého Kříže (Frýdlant)
Děkanský kostel Nalezení svatého Kříže se nachází v areálu ve středu města Frýdlant jihozápadně od náměstí T. G. Masaryka na severním břehu říčky Smědé. Součástí tohoto areálu je kostel s náhrobníky, kaple Krista v žaláři, kříž, socha sv. Heleny, sloup se sochou Panny Marie a fara s hospodářskou budovou. Až do roku 1710, kdy byl zrušen, se kolem kostela rozprostíral starý městský hřbitov, který byl ohrazen dodnes stojící kamennou zdí, v níž se částečně zachoval soubor zastavení křížové cesty. Areál je součástí městské památkové zóny. Je chráněn jako kulturní památka České republiky.

## Historie

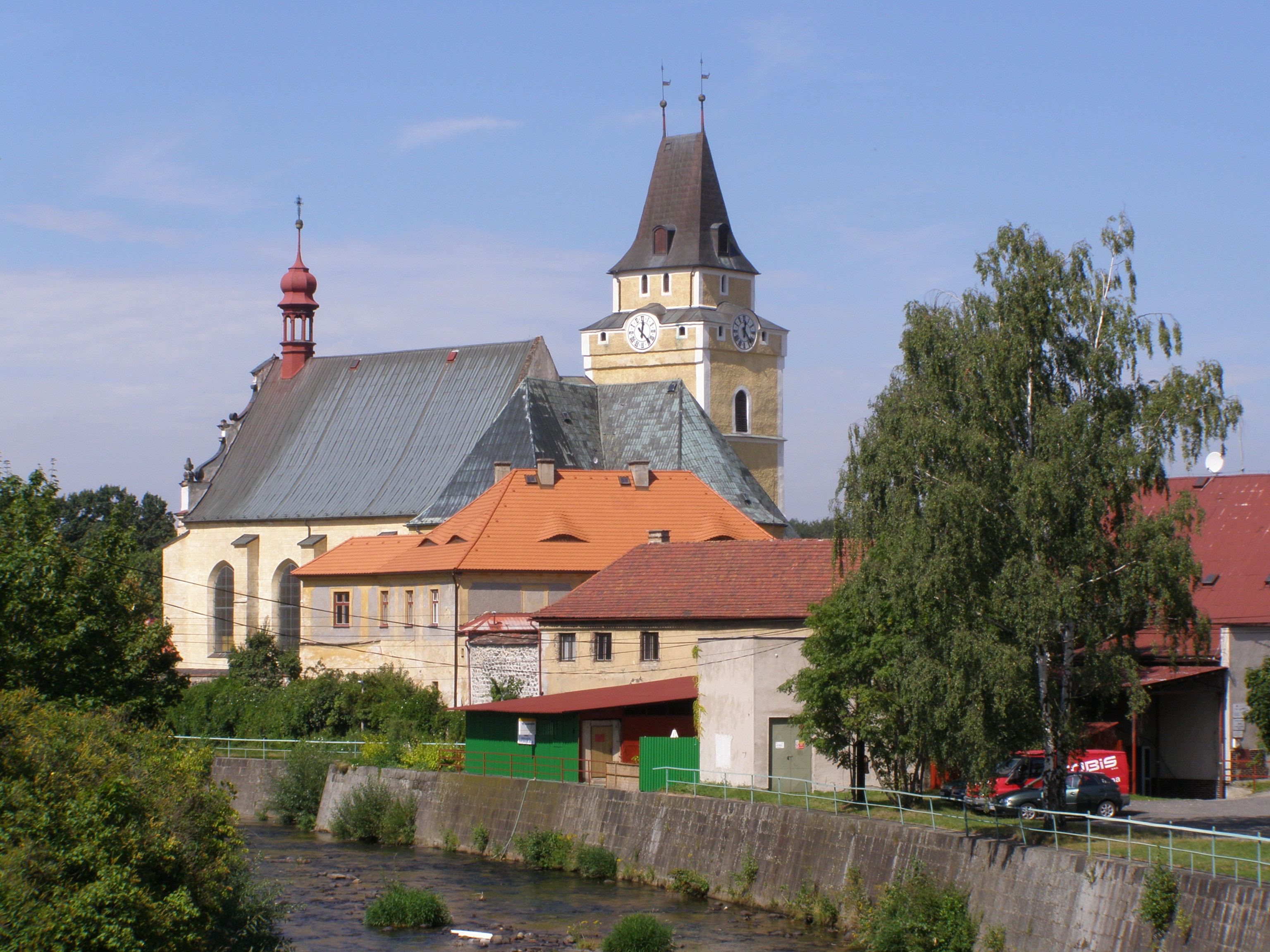
Pohled na kostel od jihovýchodu

### Starý kostel
Původní kostel, zasvěcený sv. Kateřině, byl poprvé zmiňovaný v roce 1316 a nacházel se na místě dnešního kostela, jak dokazují stavební anomálie v půdorysu kostela současného, k nimž patří zalomení podélné osy ve vítězném oblouku. Vlastivědná literatura mluví o původní kapli zasvěcené sv. Barboře, která se nacházela v místech současné sakristie. K této kapli se zřejmě vztahuje zápis v písemnostech míšeňského biskupství z roku 1346. Její vznikl by připadal na přelom 13. a 14. století, tedy do éry prvních Biberštejnů. Majitelé panství a stavitelé kostela Biberštejnové se psali podle svého rodového sídla Biberstein na řece Bobritsch nedaleko Freibergu v Sasku, kde jsou uváděni již v letech 1218 a 1228. V současnosti se předpokládá, že nejstarším prvkem dochované stavby je spodní část mohutné hranolové věže na opačné straně kněžiště, které se k ní zjevně nepravidelně připojuje svou severovýchodní stěnou. O podobě původní lodi (či vícelodí) a jejímu vztahu k dnešnímu trojlodí chybí doklady. Existují doklady o pozdně gotické obnově kostela po husitském nájezdu roku 1432, zakončené znovuvysvěcením roku 1498, které provedl míšeňský biskup Johann von Salhausen (1444–1518), který kostelu daroval mu několik svatých ostatků. Tři roky nato začala velká přestavba.

### Kostel po roce 1500
V letech 1501–1555 bylo postaveno síňové trojlodí italskými (vlašskými) staviteli Kašparem a Markem (snad) Valliovými z Milána, kteří se přizpůsobili domácí gotické tradici. Jejich dílem je zřejmě minimálně trojlodí, zaklenuté na závěr stavby roku 1551 na třech dvojicích pilířů. V roce 1551 po smrti Kryštofa V. z Biberštejnu vymřel po meči rod Biberštejnů a dochází ke změně majitelů panství. Kryštof V. opustil katolickou rodovou tradici a děkanský kostel stavěl jako protestantský, i když jeho dokončení se již nedožil. V roce 1558 císař panství prodává protestantské šlechtě Redernů. Roku 1560 došlo k vestavbě literátských tribun. V letech 1605–1610 byla k severovýchodní stěně presbytáře přistavěna pohřební kaple šlechtického rodu Redernů, která byla v závěru století vybavená dosud zachovalým velkolepým mausoleem Melchiora von Redern, jeho manželky Kateřiny, rozené von Schlick a jejich syna Kryštofa, který zemřel již v emigraci po bitvě na Bílé hoře. Náklady na výstavbu mauzolea činily 36 960 říšských tolarů. Po nástupu reformace na počátku 16. století, kdy byl kostel dokončován, až do roku 1624 sloužil kostel luteránům. V roce 1624 byla frýdlantská farnost povýšena na děkanství. Kostel se po dosazení nového děkana stal opět katolickým a získal dnešní zasvěcení Nalezení svatého Kříže. Po skončení třicetileté války byl barokně upraven. V letech 1713–1714 byl kostel dále barokně upravován a postavena západní kruchta. Během 18. století byly přistavěny západní a severní předsíň, polygonální schodišťové věžice po obou stranách západního průčelí a kaple po obou bocích východního konce trojlodí: na severu sv. Anny (zvaná též Křestní kaple), na jihu sv. Josefa (tzv. Úmrlčí kaple), které byly připojeny roku 1688. V letech 1782–1783 byla rozšířena okna, byla přemístěna kazatelna a byl zvětšen i počet lavic. Byla upravena panská oratoř, která byla navíc opatřena znakem Clam-Gallasů a Šporků. Bylo opraveno dláždění podlahy, věž zakončena dvěma makovicemi a znovu osazeny tři zvony. Ze skláren ve Sloupu bylo pořízeno deset lustrů. V roce 1787 byly instalovány věžní hodiny. V roce 1855 roce byly pořízeny bleskosvody a na počátku šedesátých let 19. století došlo k výměně střešní krytiny, okapů a na pozlacení makovic. Dále v letech 1889–1892 došlo k renovacím a opravám, kdy byly opraveny mimo jiné i původní nátěry či nápisy. Okna byla opatřena barevnými skly, vnitřní prostor kostela byl vymalován, do výklenku na západním vchodem byla umístěna socha sv. Petra. Věžní hodiny dostaly v tomto období čtvrtý ciferník. U vstupu na severní straně byla zbudována malá vchodová přístavba, takže vznikla předsíňka zavíraná dveřmi. Později, v letech 1892–1896, došlo k historizujícím úpravám a regotizaci oken podle návrhu clam-gallasovského stavitele Wilhelma Heckeho. Tehdy se kostelu vrátil jeho převážně goticko-renesanční vzhled. Větším opravy interiéru byly provedeny v roce 1936. Dne 8. května 1945 byl kostel poškozen, při pravděpodobně sovětském náletu na Frýdlant, leteckou pumou. Kostel začal být vzápětí opravován. K rekonstrukci jihozápadního nároží došlo roku 1946. V období komunistické totality nebyly prováděny větší opravy a tak byly vlhkem těžce postiženy omítky, podlahy a spodní části tribun (galerií). V roce 1999 začaly rozsáhlé restaurační práce pod vedením malíře Jaroslava Patočky z Liberce. Od počátku 21. století byla provedena celková výměna původní střešní krytiny za měděné střešní pláty, vyčištěny půdní prostory, vyměněna část krovu a byl zrestaurován nástěnný obraz za hlavním oltářem. Restaurační práce i ve druhé dekádě 21. století pokračují.

## Exteriér

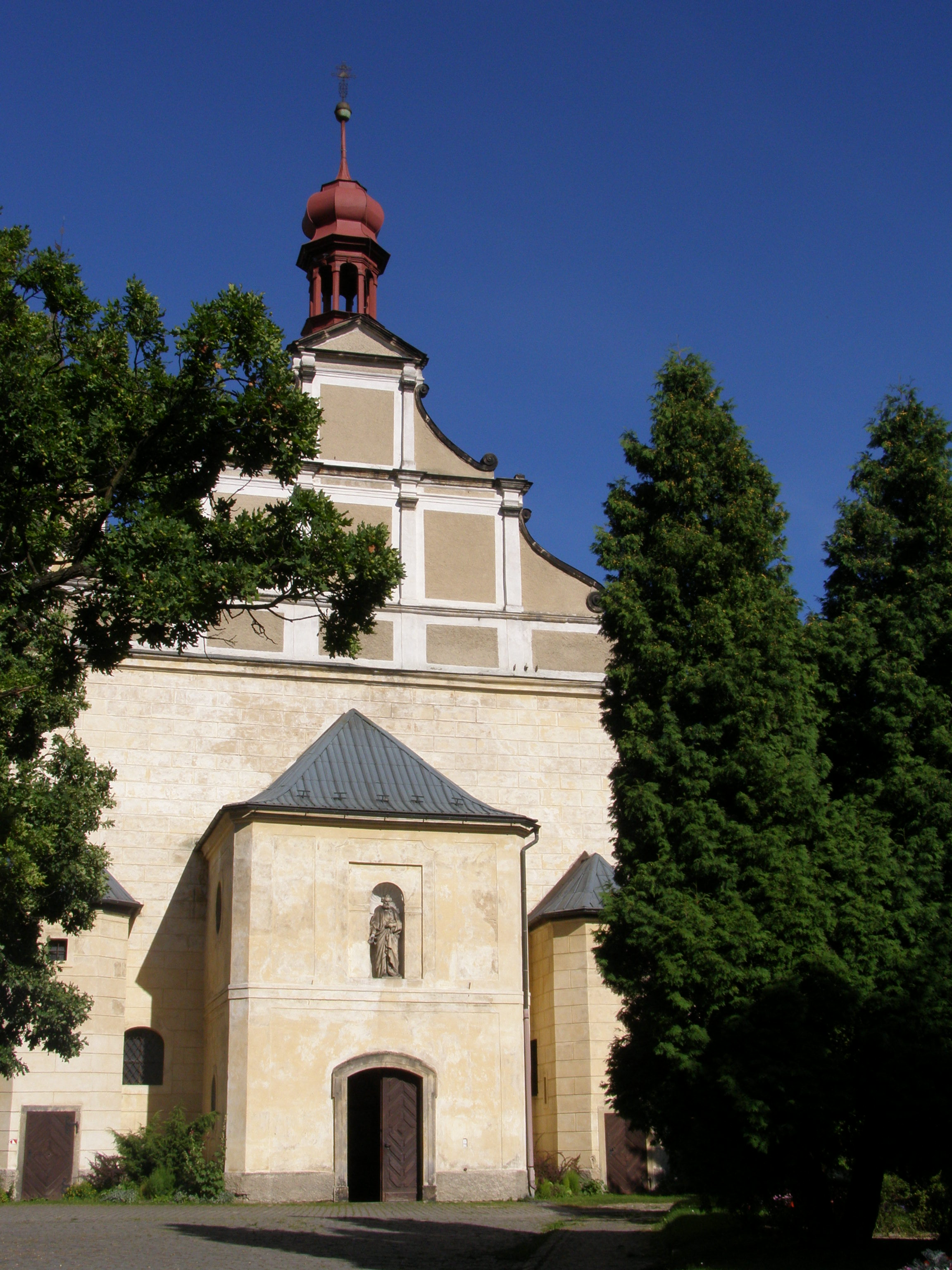
Průčelí se vstupem kostela

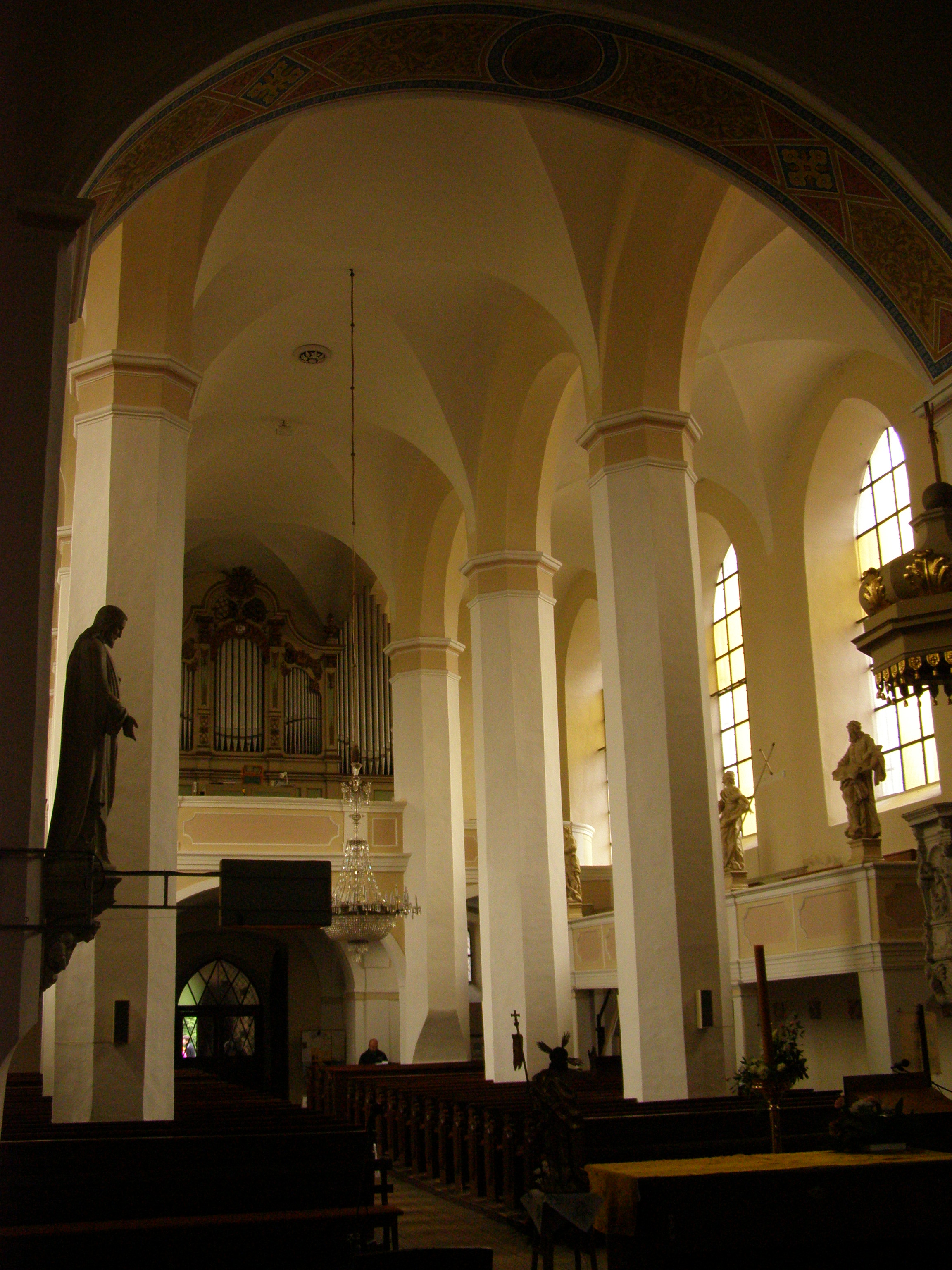
Loď kostela se třemi dvojicemi pilířů a pohledem na hudební kůr

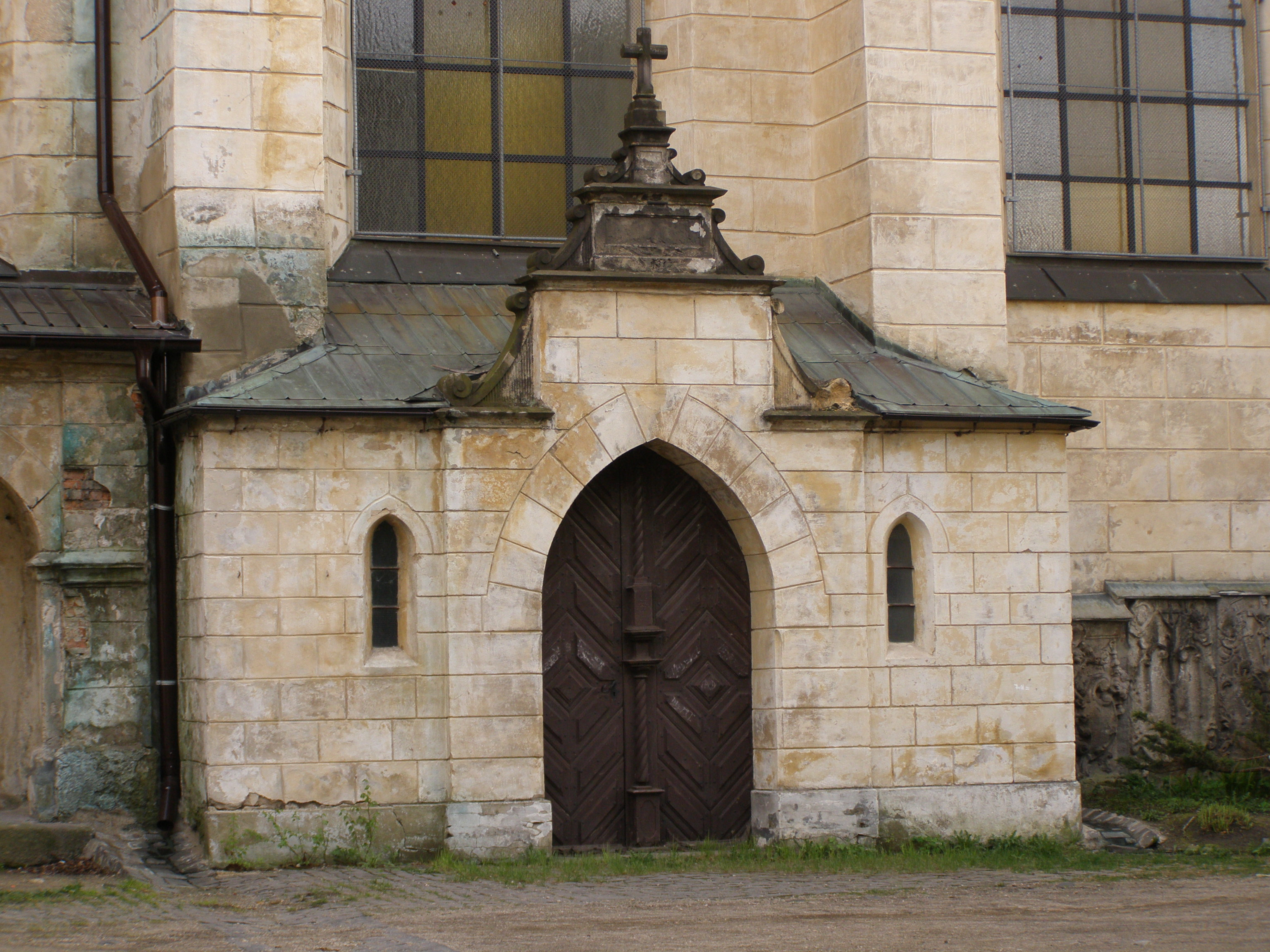
Boční vchod do kostela

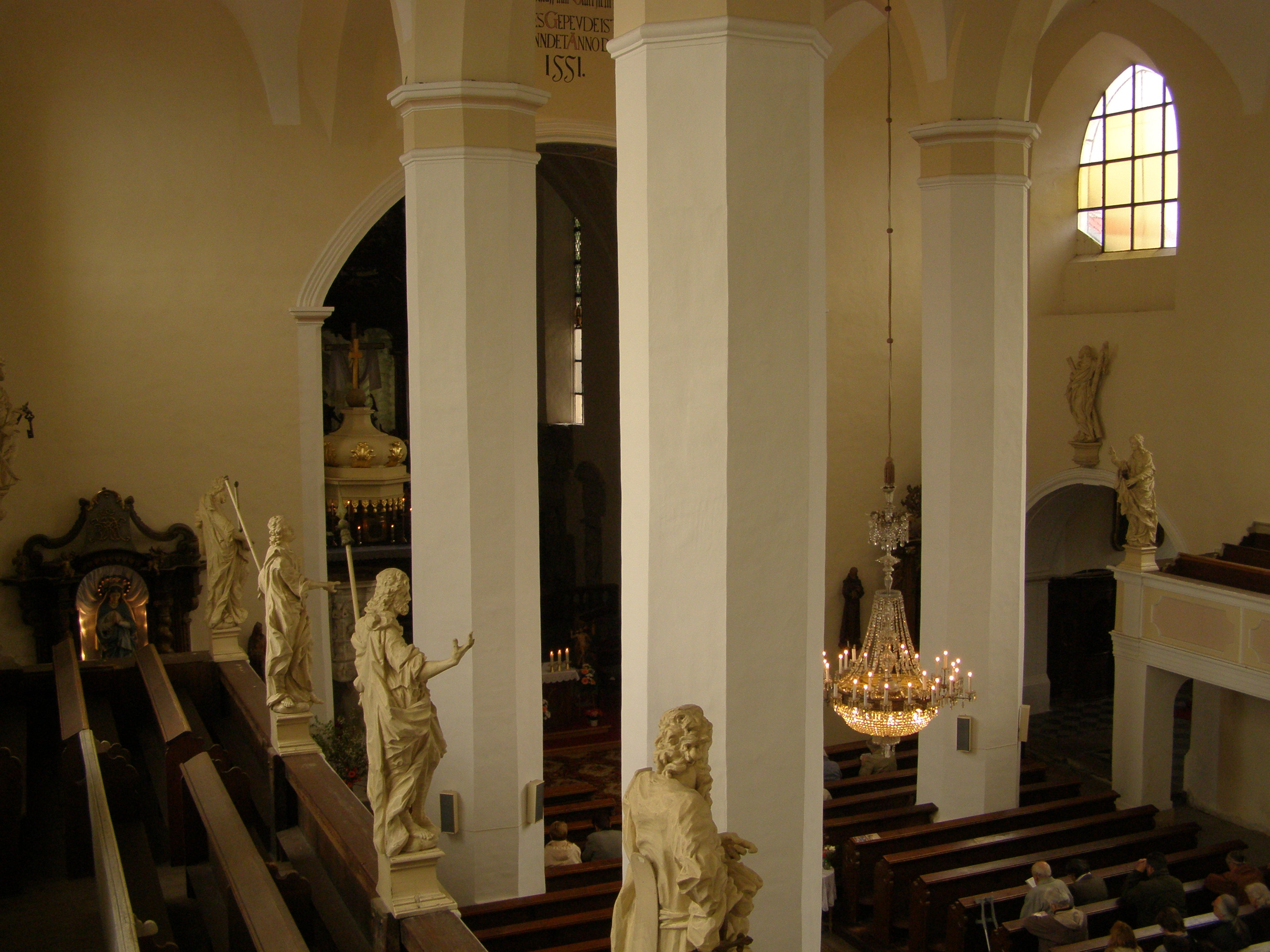
Tribuny v lodi kostela

Kostel je orientovaný. Tvoří jej síňové trojlodí s užším presbytářem uzavřeným třemi stranami osmiúhelníku (tzv. pětiboký závěr). K severní straně presbytáře přiléhá mohutná hranolová věž s ochozem, která poukazuje na středověký původ stavby, se strmou valbovou (dlátkovou) střechou a pohřební kaple pánů z Redernu s kryptou z roku 1610, která přiléhá k severní straně presbytáře. Na jižní straně presbytáře je obdélná sakristie. Kostelní loď lemují na bočních stranách symetricky situované barokní kaple. Na severu u věže je to kaple sv. Anny a na jihu u sakristie kaple sv. Josefa. Na západní a severní straně jsou obdélné předsíně.
Uvnitř je kostel členěn jednou odstupněnými pilíři a hrotitými okny bez kružeb. Charakter stavby dotváří dvě osmiboké schodišťové věžice po stranách a na západní straně vysoký dvouetážový štít je renesančního tvaru. Na sedlové střeše lodi, která je kryta plechovými pásy, se nachází sanktusní věžička z roku 1746. V původním krovu lodi se dochoval unikátní asi pozdně renesanční rumpál se šlapacím kolem. Na vnitřní straně ohradní zdi, která z jižní, severní a severozápadní strany obíhá místo zrušeného hřbitova, je umístěno devět kamenných barokních náhrobníků pocházejících pocházejících ze 17. a 18. století. Jsou to převážně náhrobníky církevních hodnostářů a měšťanů. Na těchto náhrobnících jsou obsáhlá nápisová pole a jsou ozdobeny bohatým rostlinným a figurálním reliéfem. Soubor čtyř náhrobků u jižní stěny presbytáře zahrnuje tři pískovcové bohatě tvarované stély. Litinový zlacený kříž latinského typu se zdobně pojatými rameny je umístěn u kaple sv. Anny, která přiléhá k severnímu průčelí lodi kostela. Kříž pochází patrně z 19. století. Na nízký žulový kvadratický stupeň nasedá asymetricky posazený zúžený hranolový sokl. Nad hlavou plechové postavy ukřižovaného Krista visí nápisový štítek s titulaturou: „I.N.R.I.“. U severovýchodní zdi presbytáře je osazen renesanční náhrobník se znakem starého šlechtického rodu Biberštejnů. K západní stěně severní kaple sv. Anny přiléhá bohatě tvarovaná stéla. Do severní stěny kostela jsou vloženy čtyři obdélné desky podobného ztvárnění.

## Interiér
Presbytář má síťovou klenbu se svorníky s erbovními znaky, které „shlížejí“ na náhrobníky Jeronýma († 1549), Jana VI. († 1550) a Kryštofa († 1551) z Bibrštejna a na rodinu prvního zdejšího Rederna Bedřicha († 1564), jeho manželku Salomenu z Schönaichu († 1556) a jejich syna Bedřicha II. († 1562). K Redernům lze přiřadit i náhrobník Anny, manželky Jana Jiřího z Redernu († 1566). Triumfální oblouk je segmentového tvaru a je na něm směrem k presbytáři latinský nápis o dokončení klenby Kryštofem V. z Biberštejnů v roce 1551. Stejný nápis, ovšem v německém jazyce, je na straně k lodi. Síňové trojlodí je dělené arkádami tří dvojic štíhlých osmibokých pilířů. Trojlodí má křížové hřebínkové klenby. Kruchta je zděná a má dva hranolové pilíře. Kruchta je podklenutá křížovými klenbami do pásů, střed se zprohýbanou poprsní je vysunut k první dvojici pilířů lodi. Je podklenut českou plackou. Po obou stranách bočních lodí jsou dřevěné empory (tzv. literátské tribuny) na hranolových dřevěných podpěrách s dřevěnou výplňovou poprsní. Současná poprseň pochází z 19. století. Sakristie má síťovou klenbu, a stejně tak i oratoř, která se otevírá do presbytáře širokým hrotitým obloukem.

### Architektura a půdorys kaplí
V kostele se nachází tři kaple (oratoria): pohřební kaple Redernů, kaple sv. Josefa a kaple sv. Anny.
1. Redernská pohřební kaple byla postavena ve stylu vratislavského manýrismu, jenž byl předchůdcem pozdějšího baroka.[21][16] Je čtvercového půdorysu a uzavřená třemi stranami osmiúhelníka. Byla postavena nákladem Kateřiny z Redernů[16] kolem roku 1610 Markem Spazziem de Lancio[17][27][30][32] (Marcus Spazio z Lanza[21]). Má hvězdovou klenbu se štukovými žebry na konzolách se ženskými a andílčími hlavičkami.
2. Po jižní straně trojlodí se nachází úmrlčí kaple[30] z roku 1688 zasvěcená sv. Josefovi.[2] Krypta pod ní byla zbudována v letech 1704–1717.[21] Tato barokní kaple je čtvercového půdorysu. Má křížovou klenbu se štukovým rámem.[30]
3. Na severní straně trojlodí je ještě obdobná kaple zasvěcená sv. Anně, která se používá jako křestní kaple.[2] Pochází z téže doby jako kaple sv. Josefa a obě jsou přístupné z boční lodi půlkruhovou arkádou.[16][30]

### Portál
Západní portál, který vede do hlavní lodi je hrotitý a oblounový. Je přístupný z pozdně barokní předsíně s půlkruhovými schodištními věžičkami. Na jižní straně presbytáře je hrotitý kamenný portálek s přetínajícími se pruty. Na severní straně pozdně gotický pískovcový sanktuář pocházející z první třetiny 16. století. Jedná se o hranolovou schránku s pozdně gotickými soškami Panny Marie truchlící a Krista Trpitele, s ažurovým větvovím a původními železem kovanými dvířky, s obnoveným sloupem, osmibokým trnožem a vysokým ukončujícím jehlanem. Sanktuář je sestaven ze zlomků, zachovaných v kostele na různých místech, a byl na současné místo instalován v roce 1938.

### Hlavní oltář
Hlavní oltář byl postaven roku 1714 a upravován v letech 1783 a 1826. K jeho opravám došlo v roce 1854 malířem V. Maxem, a dále v letech 1889 a 1936. Hlavní oltář tvoří velká, volná sloupová a pilastrová architektura s dvojicí točitých a hladkých sloupů a pilastrových pilířů, které nesou zprohýbaný architráv se silně profilovanou římsou a prolamovaný dvoudílný nástavec. Prostorový vjem architektury je vystupňován iluzívní malovanou architekturou na pozadí. Střed oltáře tvoří velké sousoší Povýšení sv. Kříže s velkým křížem a sochami sv. Heleny, jeruzalémského patriarchy Makaria, anděla a římských vojáků. Před sloupy architektury jsou sochy sv. Prokopa a sv. Vojtěcha, nad postranními brankami nadživotní sochy sv. Josefa a sv. Jana Křtitele. Svatostánek byl postaven roku 1826 F. Neumannem a F. Stehkretem z Ostritz v Sasku.

### Postranní oltáře
Barokní postranní oltář zasvěcený Panně Marii, původně oltář sv. Jana, pochází z období kolem roku 1714. V letech 1888–1891 byl upraven. Tvoří jej sloupová architektura s dvěma točitými sloupy a vestavěným svatostánkem, dále socha Immaculaty z roku 1888 a dvě barokní sochy řeholníka a řeholnice na konzolách. Oltář Panny Marie Bolestné je také barokní. Pochází z roku 1714 a byl upraven v roce 1891. Oltář tvoří pilastrová architektura s nástavcem s obrazem sv. Antonína Paduánského a na konzolách dvě sošky barokních andělů. Uprostřed se nachází sousoší Piety z roku 1891. Oltář sv. Anny v křestní kapli na severní straně stojí na místě dřívějšího oltáře Salvátora. Nachází se na něm novorenesanční socha sv. Anny z roku 1907 z Mayerova uměleckého ústavu v Mnichově. Oltář sv. Josefa v jižní kapli je také novorenesanční se sochou sv. Josefa z roku 1904, též dílo mnichovského Mayerova uměleckého ústavu. Oltář sv. Floriána pod kruchtou na severní straně tvoří retáblová architektura s obrazem a rokajovou řezbou od sochaře J. Suska z Mimoně z roku 1783. Byl na současné místo přenesen z presbytáře roku 1889. Na jižní straně se nachází oltář Božského Srdce Páně. Je novogotický z roku 1900, a je dílem sochaře Wagnera z Ostritz v Sasku. Byl přenesen do kostela z dětského útulku na místo oltáře sv. Jana Nepomuckého, který byl zničen náletem v roce 1945.

### Kazatelna
Pískovcová kazatelna, nyní očištěna, je renesanční od Marka Spazzia de Lancio z roku 1596. Autor polychromie není znám, snad by se mohlo jednat o K. Guttbiera. Původně se kazatelna nacházela na jižní straně triumfálního oblouku, ale někdy v letech 1782–1783 byla přenesena na severní stranu. Na jejím hladkém hranolovém podstavci se nachází podživotní postava Mojžíše se starozákonními deskami desatera Božích přikázání, která nese hlavou korpus kazatelny. Korpus sestává z pěti stran osmiúhelníka. Nároží jsou zdobena hermami, stěny členěny širokými mušlovými výklenky se sedícími soškami čtyř evangelistů. V posledním pátém poli při stěně je reliéf Obrácení sv. Pavla. Parapet balkónu, na který je přístup z věže je z pískovce. Je členěn obdélnými náplněmi, které pocházejí z 18. století. Osmiboká dřevěná stříška kazatelny je z 19. století.

### Křtitelnice
V Křestní kapli se nachází renesanční pískovcová křtitelnice z roku 1569. Jedná se o původní polychomovanou křtitelnici s měděnicí s cínovým víkem z roku 1740 a dřevěným barokním krytem z roku 1760. Její původní umístění bylo v presbytáři. Má kalichový tvar a nohu složenou z osmi rozvilin s anděly, a krátký dřík, který je zdobený triglyfy a andílčími hlavičkami. Korpus křtitelnice je členěný čtyřmi výstupky s dvojicí jónských sloupků a nikami se soškami čtyř evangelistů. Mezi těmito rizalitky jsou obdélné reliéfní výplně s výjevy ze Starého a Nového zákona: Potopa světa, Záhuba Egypťanů v Rudém moři, Křest Páně v Jordánu a Kristus – přítel dětí. Latinské texty, které jsou umístěny na vlysu, patří k příslušným biblickým výjevům. Na perlovci se nachází letopočet „1569“. Na obrubě cínového víka křestní měděnice je latinský pamětní nápis z roku 1740. Dřevěný barokní kryt je zdoben osmi akantovými lupeny vybíhajícími v akantové listy, které nesou sousoší Křtu Páně pocházející z období kolem roku 1760, snad dílo J. Suskeho.

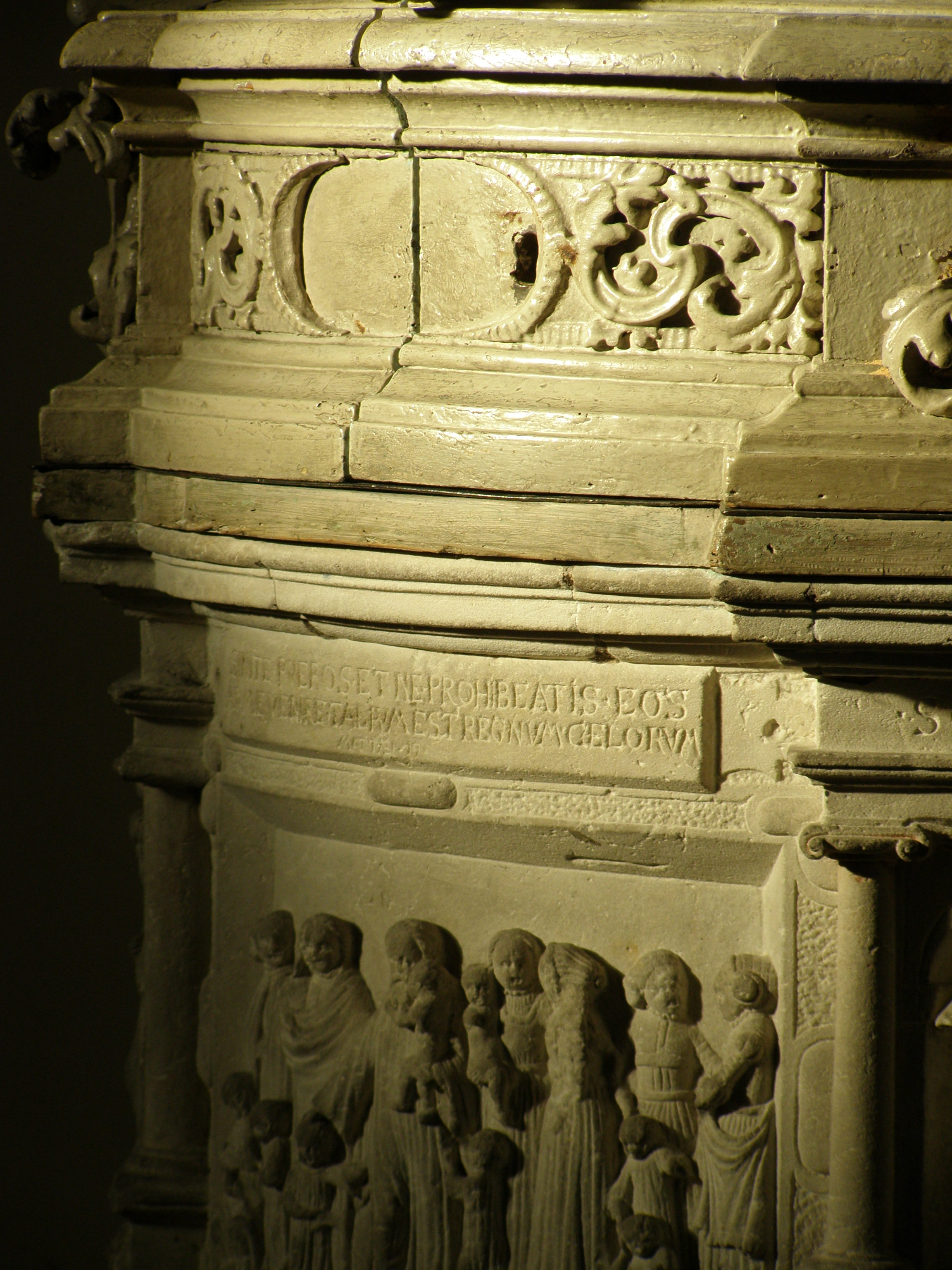
Detail nápisu na křtitelnici
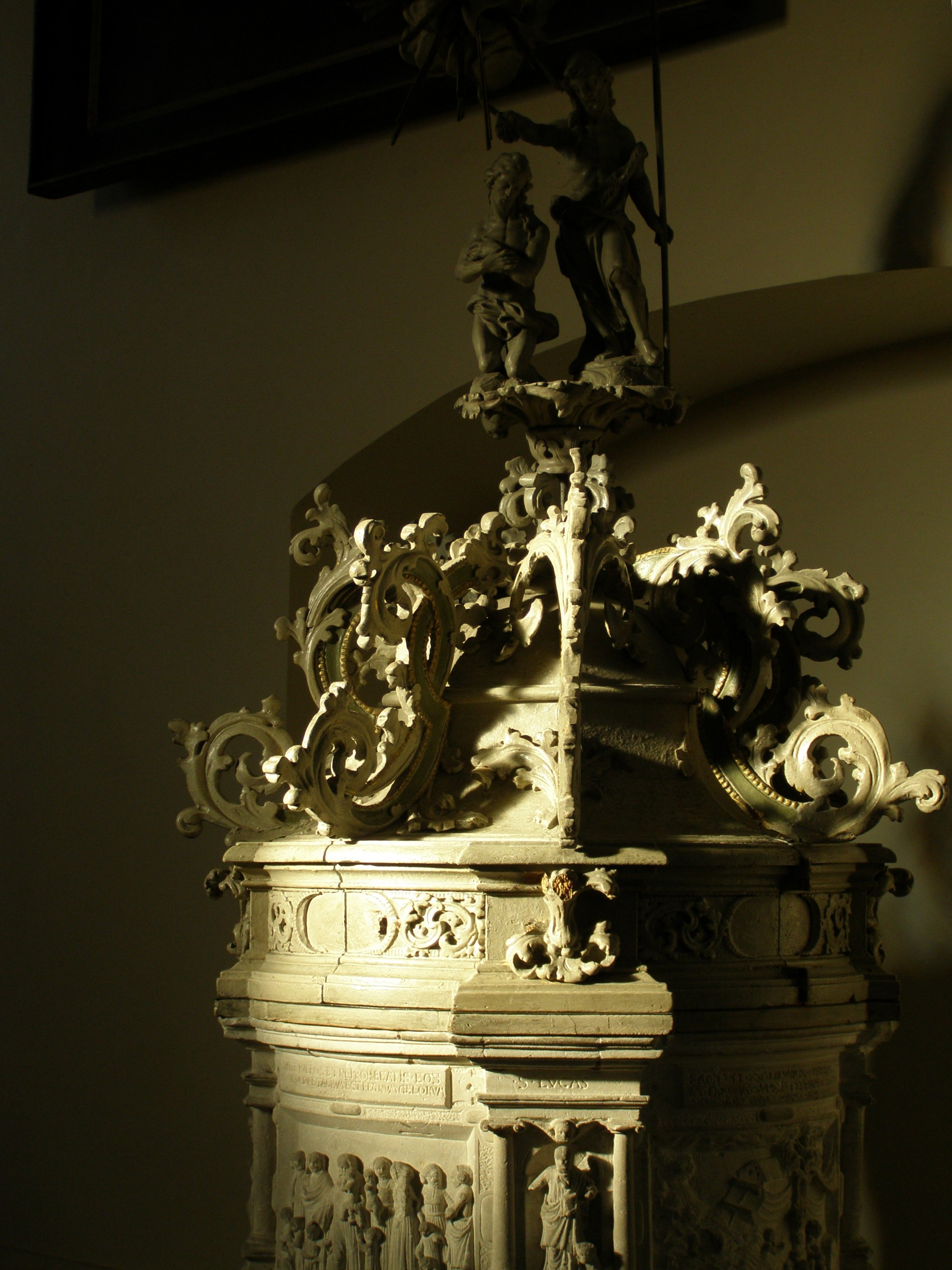
Vrchní část křtitelnice
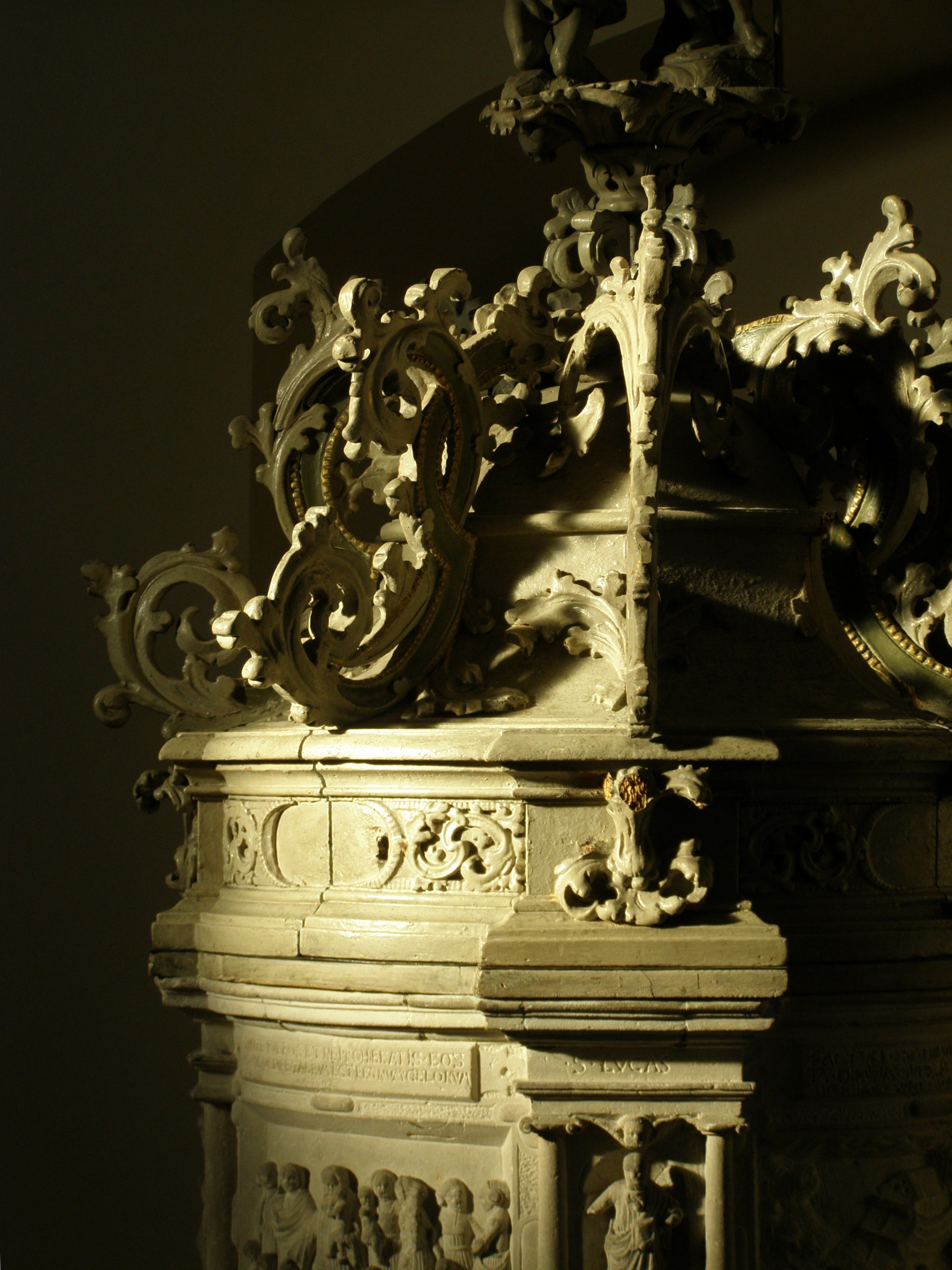
Detail vrchní části křtitelnice
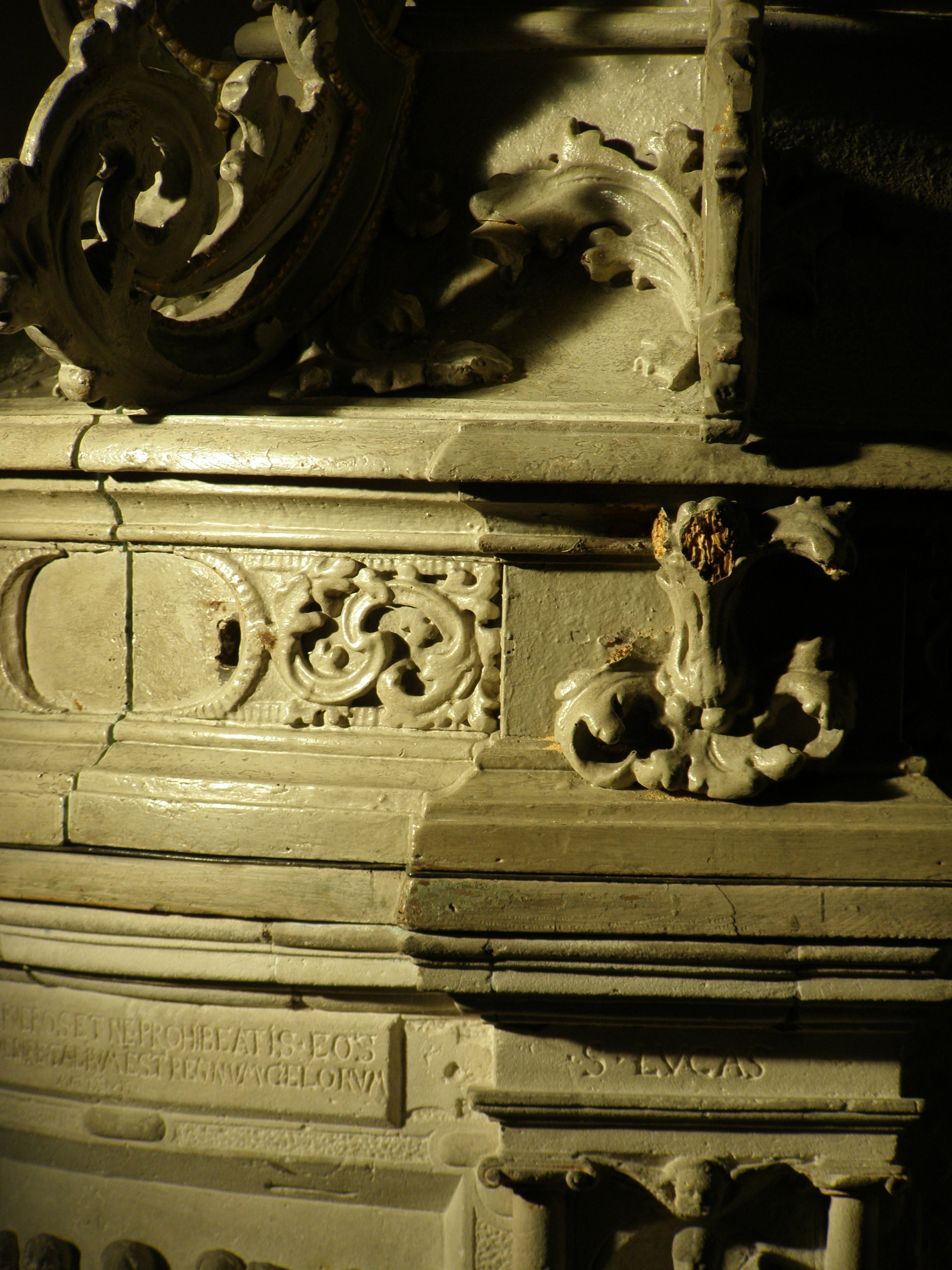
Detail křtitelnice
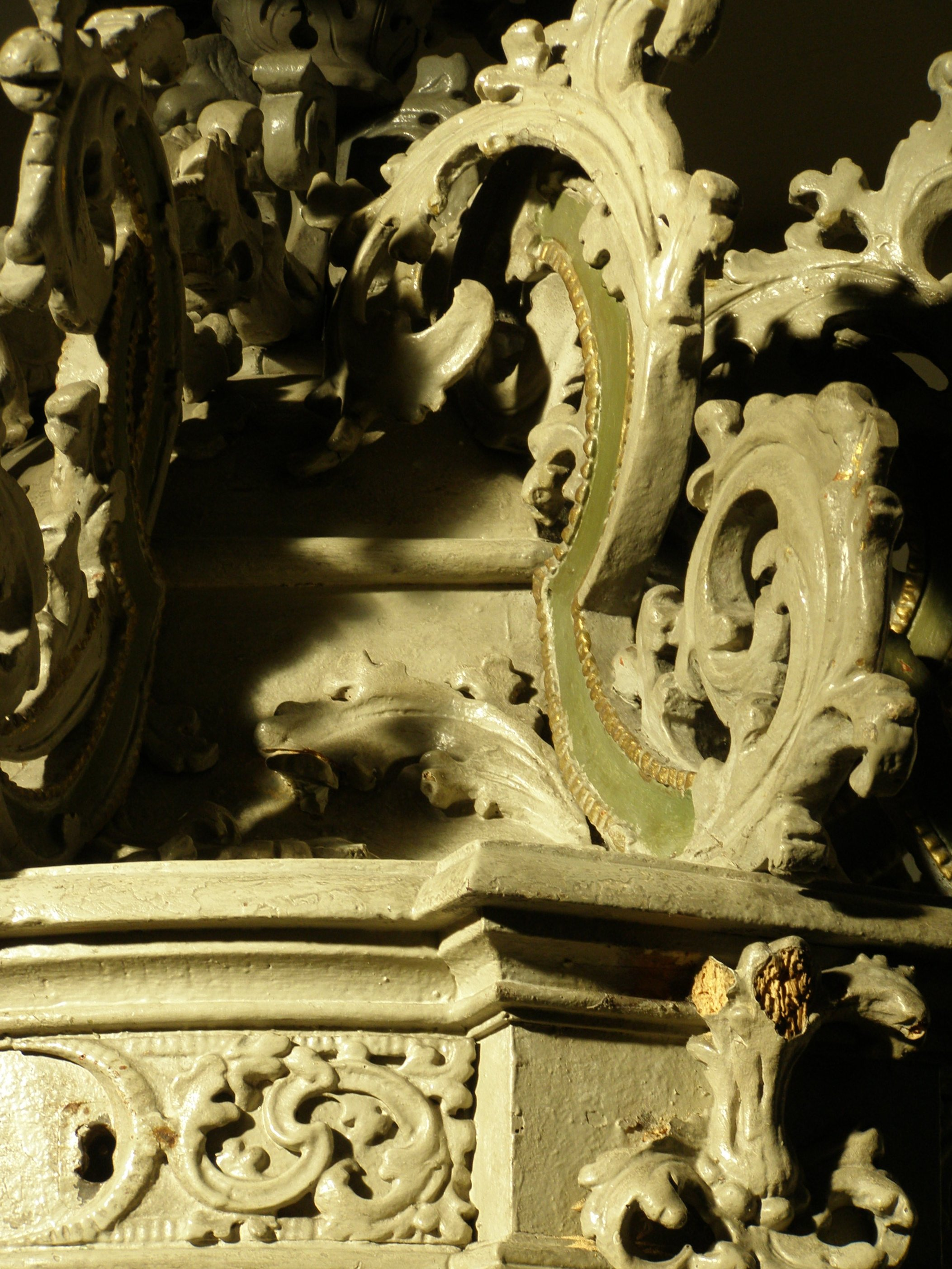
Detail rozviliny
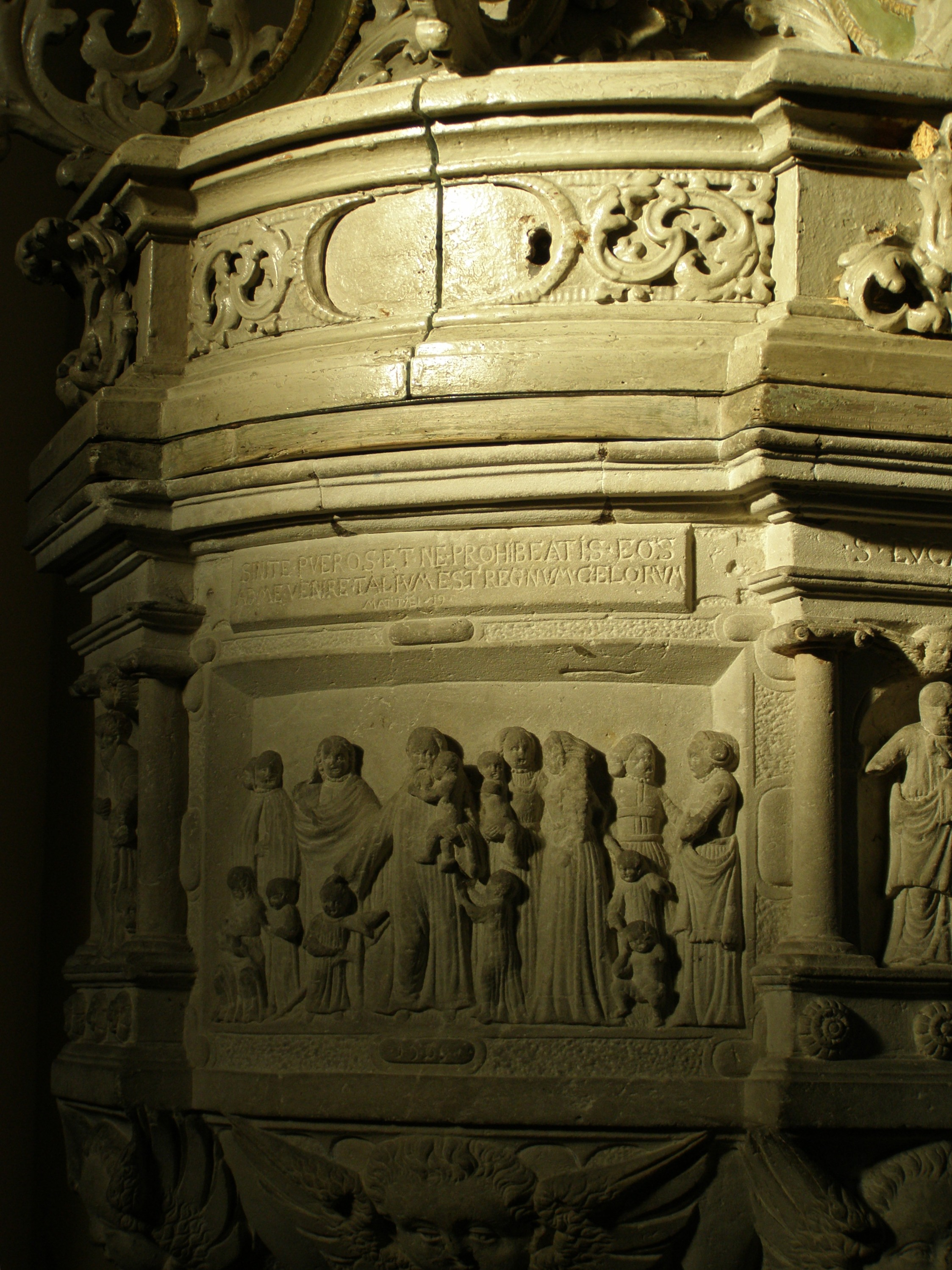
Detail boku křtitelnice

### Hudební kůr

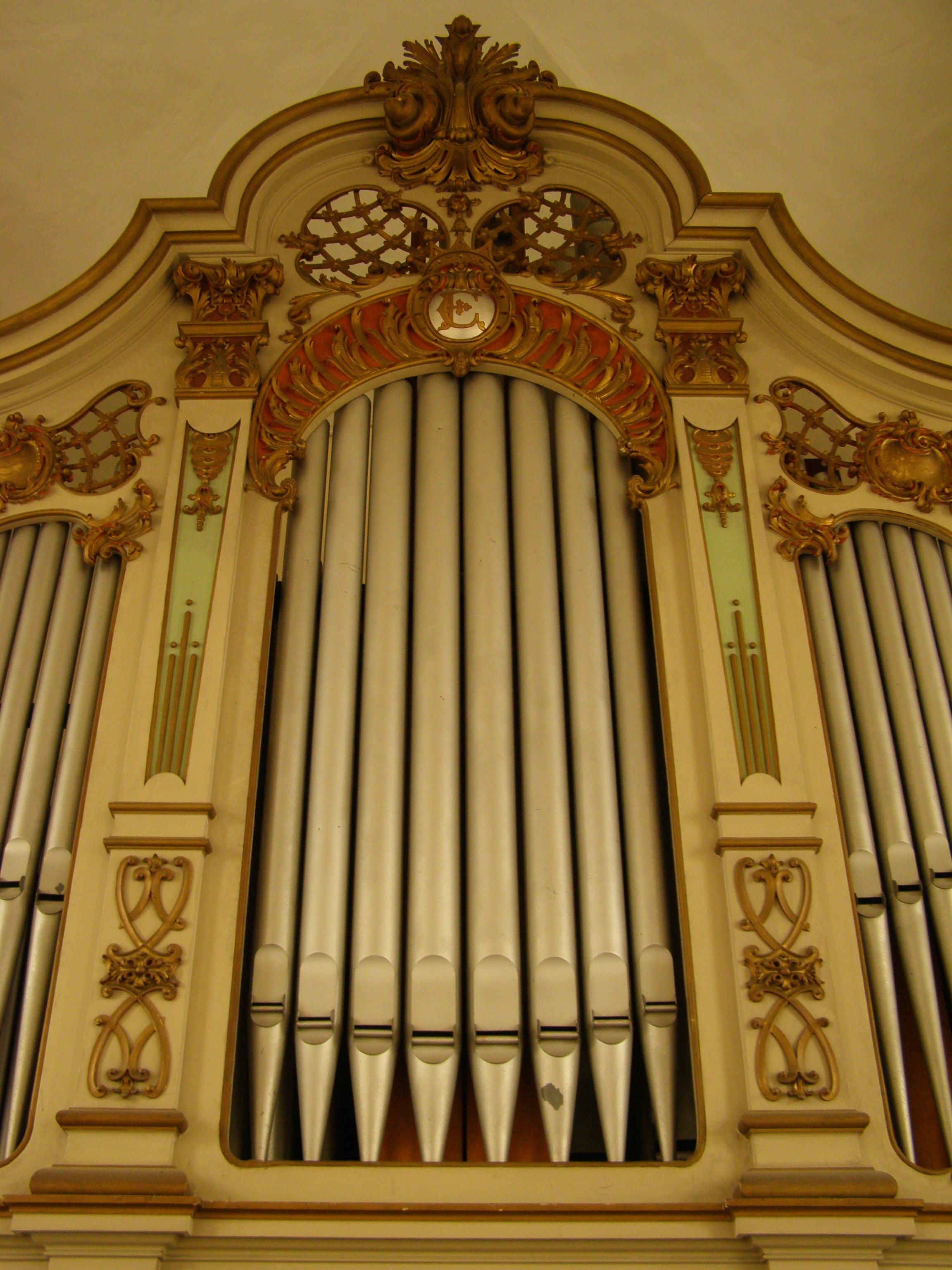
Píšťaly varhan frýdlantského kostela

Původně byl hudební kůr na dnešní oratoři nad sakristií.
Podle nejstarších zpráv o zdejších varhanách z roku 1548 pořídili majitelé místního panství, šlechtický rod Biebersteinů, pro kostel varhany. O devět let později (1557) je neznámý varhanář za sedm kop grošů opravil a roku 1580 je obnovil Esaias Beck. Poté, co byl kostel roku 1717 rozšířen, dostal o tři roky později (1720) i nové varhany, které postavil Jakub Josef Richter, jenž pocházel Liberce. Nástroj měl dva manuály s 22 rejstříky s mechanickou trakturou a zásuvkovou vzdušnicí z roku 1720 byly dílem Jakuba Josefa Richtera z Liberce. Tyto varhany nahradily dřívější nástroj z 16. století, umístěný dosud nad sakristií. Nové varhany vykazovaly některé technické nedostatky a tak o třicet let byli vrchností pokutováni kantor Heinrich Hübner a varhaník Carl Bernhard Herbig, že se o varhany špatně starali. Tito se hraběti Filipu Gallasovi v žádosti z roku 1746 omlouvali, že na problémy mnohokrát upozorňovali a nutné opravy nebyly pro nedostatek peněz provedeny. Z důvodu své chudoby požádali o prominutí pokuty 22 zlatých a 30 krejcarů. Pokuta jim, s ohledem na špatné časy a jejich děti, byla hrabětem snížena na polovinu.
Další opravy se uskutečnily v roce 1746, kdy ji prováděl Ambrož Augustin Tauchman, dále 1750 J. H. Neumannem, 1764 L. B. Schmahlem a 1801 Josefem Chlumetzkým.
Dispozice varhan:
| Manuál: |                |      |
| 1.      | Principal      | (8') |
| 2.      | Viola di Gamba | (8') |
| 3.      | Salicional     | (8') |
| 4.      | Bourdon        | (8') |
| 5.      | Octav          | (4') |
| 6.      | Kleingedakt    | (4') |
| 7.      | Quint          | (3') |
| 8.      | Superoctav     | (2') |
| 9.      | Mixtur         | 4×   |
| 10.     | Cimbel         | 2×   |

| Positiv: |             |        |
| 11.      | Quintadena  | (8')   |
| 12.      | Principal   | (4')   |
| 13.      | Kleingedakt | (4')   |
| 14.      | Fugara      | (4')   |
| 15.      | Gemshorn    | (2')   |
| 16.      | Quint       | (1 ½') |
| 17.      | Mixtur      | 3×     |

| Pedál: |              |       |
| 18.    | Subbaß       | (16') |
| 19.    | Principalbaß | (16') |
| 20.    | Octavbaß     | (8')  |
| 21.    | Quintbaß     | (6')  |

Roku 1827 se ke stavu nástroje vyjádřil znalec varhan v Čechách Josef Klaus ze Žibřidic, který doporučil nástroj přestavět pod vedením varhanáře Friedricha Christiana Reiße. Upravené varhany mají nové vzdušnice, manuály se rozšířily na 54 kláves od velkého „C“ po tříčárkované „f“ a pedál od velkého „C“ do jednočárkované „d“. Navíc byl zrušen prsní pozitiv na zábradlí kůru, který je nově osazen na dělené vzdušnice po stranách hlavního stroje. Manuál získal dva nové osmistopé rejstříky a úpravy rejstříků nastaly i u pedálu.
V roce 1894 získal kostel nové varhany (10, 7, 5) od varhanáře Riegera z Krnova. Další varhany byly vybudovány po druhé světové válce roku 1947 varhanářem Josefem Kloßem, jejichž dispozici (zvukovou podobu) navrhl Páter Jan Nepomuk Štikar. Čtyři z původně naplánovaných jazykových rejstříků nakonec nebyly realizovány.
Dispozice varhan:
| I. manuál: |              |                |
| 1.         | Bourdon      | (16')          |
| 2.         | Salicional   | (8')           |
| 3.         | Kryt         | (8')           |
| 4.         | Gamba        | (8')           |
| 5.         | Flétna dutá  | (8')           |
| 6.         | Principal    | (8')           |
| 7.         | Trompeta     | (8')           |
| 8.         | Flétna dutá  | (4')           |
| 9.         | Octava       | (4')           |
| 10.        | Quinta       | (2 2/3')       |
| 11.        | Flétna lesní | (2')           |
| 12.        | Superoctava  | (2')           |
| 13.        | Cornet       | 2×–4× (2 2/3') |
| 14.        | Mixtura      | 25× (2 2/3')   |

| II. manuál: |                    |          |
| 15.         | Quintadena         | (16')    |
| 16.         | Aeolina            | (8')     |
| 17.         | Flétna trubicová   | (8')     |
| 18.         | Vox angelica       | (8')     |
| 19.         | Principal houslový | (8')     |
| 20.         | Cormone            | (8')     |
| 21.         | Dolce              | (4')     |
| 22.         | Roh noční          | (4')     |
| 23.         | Octava             | (4')     |
| 24.         | Flétna kvintová    | (2 2/3') |
| 25.         | Octavino           | (2')     |
| 26.         | Harmonica aetherea | 3×       |

| III. manuál: |                   |       |
| 27.          | Selicet           | (16') |
| 28.          | Flétna harmonická | (8')  |
| 29.          | Copula            | (8')  |
| 30.          | Fugara            | (4')  |
| 31.          | Quintadena        | (4')  |
| 32.          | Principal         | (4')  |
| 33.          | Corneopan         | (4')  |
| 34.          | Flétna zobcová    | (2')  |
| 35.          | Cymbal            | 3×    |

| Pedál: |               |           |
| 36.    | Salicetbas    | (16')     |
| 37.    | Quintadena    | (16')     |
| 38.    | Bourdonbas    | (16')     |
| 39.    | Subbas        | (16')     |
| 40.    | Violonbas     | (16')     |
| 41.    | Principalbas  | (16')     |
| 42.    | Bourdon       | (16')     |
| 43.    | Kvintbas      | (10 2/3') |
| 44.    | Violoncello   | (8')      |
| 45.    | Octavbas      | (8')      |
| 46.    | Tromba        | (8')      |
| 47.    | Quinta        | (5 1/3')  |
| 48.    | Kryt líbezný  | (4')      |
| 49.    | Flétna basová | (4')      |
| 50.    | Superkvinta   | (2 2/3')  |
| 51.    | Superoctava   | (2')      |

| Pomocné rejstříky: |                   |  |
| 52.                | 16 spojek         |  |
| 53.                | 2 volné kombinace |  |
| 54.                | crescendo         |  |

Současná úprava varhan na západní kruchtě pochází z roku 1892. Obnovené a doplněné po bombardování byly po roce 1948.
Na tribunách z poloviny 18. století se nacházejí barokní sochy apoštolů z roku 1735. Jejich autorem je některý ze severočeských nástupců Matyáše Bernarda Brauna. Pozdně gotický krucifix pochází z počátku 16. století.

### Socha sv. Heleny
Pod kruchtou stojí barokní pískovcová socha sv. Heleny z roku 1763. Její původní umístění bylo před bránou starého hřbitova, který se rozprostíral kolem kostela. Roku 1878 byla přemístěna k severozápadní zdi presbytáře mezi dva pilíře, kde stála na nízkém ze tří stran konkávně tvarovaném soklu s čelním nápisem: „S / HELENA“. Po restaurování v roce 2004 byla umístěna do kostela. Při umístění do kostela získala nový jednoduchý nízký hranolový pískovcový podstavec, který je v horní části zúžený. Na něm spočívá postava prostovlasé světice v kontrapostu levé nohy. Světice je oděna do bohatě zdobeného šatu. Přes ramena jí splývá bohatě zřasený plášť, který je sepnut na prsou ozdobnou sponou. Levou rukou přidržuje velký zlacený při restaurování nově doplněný kříž, což koresponduje s obvyklým zobrazování světice.

### Náhrobky

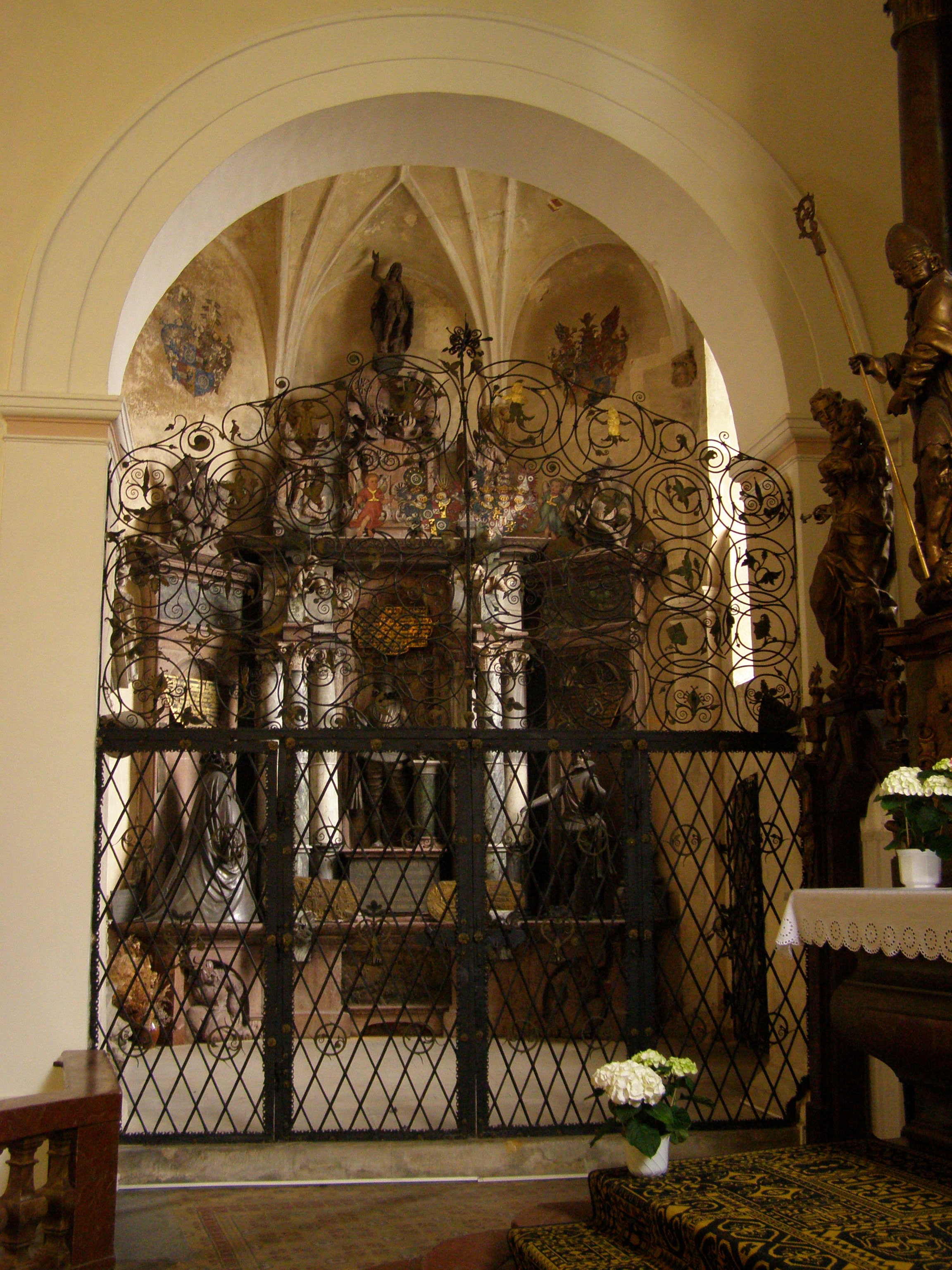
Pohled přes mříž do Pohřební kaple Redernů

Náhrobek posledních Redernů, který v pohřební kapli patří Melchioru, Kateřině a synu Kryštofovi Redernovým. Nacházejí se před severním trojbokým závěrem kaple a byl zbudován z podnětu Kateřiny z Redernu, rozené Šlikové v letech 1605–1610. Jsou dílem Gerharda Heinricha (Kryštof Bernard Heinrich; Hendricks) z Amsterdamu, který se od roku 1587 usadil ve Vratislavi. Jedná se o monumentální trojdílnou přístěnnou mramorovou architekturu. Ve střední části před výklenkem se nachází bronzová postava (tzv. v ohni pozlacená) rakouského protestantského šlechtice, císařského rady a polního maršála Melchiora z Redernů, který zemřel 20. září 1600. Dvě boční křídla s obdobnými výklenky jsou opatřeny postavami Kateřiny (zemřela 29. července 1617) a syna Kryštofa (zemřel roku 1641). Objednavatelka Kateřina však netušila, že v kryptě nakonec nebude pohřbena ani ona, ani její syn., zbyly pouze jejich kamenné postavy. Památník je asi 8 metrů vysoký a 5 metrů široký, připomínající trojkřídlý oltář. Tištěný dopis mistra Heinricha, který vydal roku 1610 ve Vratislavi a Zhořelci uvádí, že světlezelený mramor sloupů byl dovezen z Anglie a tmavozelený byl dovezen ze Slezska. Hnědočervený mramor, který je použit na architektuře, pochází z Čech, údajně ze Slivence. Celkový náklad na stavbu náhrobku činil 36 940 zlatých (36 960 tolarů). Výzdoba mauzolea byla v době vzniku bohatší, protože se zde nacházely kameny jako jaspisy, topasy, rubíny a safíry. Soklová část ze sliveneckého mramoru je zdobena zlaceným bronzovým reliéfem znázorňujícím obléhání města Pápy v Uhrách (1593). Po stranách v křídlech jsou mramorové reliéfy klečících Turků. Střední část má sloupovou architekturu s třemi trojicemi korintských sloupů z malachitového zeleného mramoru, kterou doprovází pilastry. Má vysoký vlys, římsu a nástavec s velkým mramorovým erbem Redernů. Po stranách se nachází mramorové sochy klečících starozákonních válečníků: Jozue a Gedeón. Nahoře uprostřed je mramorová socha Vzkříšeného Krista. K další výzdobě střední části patří dva alabastroví andílci ve vlysu, ve cviklu byly alabastrové reliéfy Víry a Naděje (z nich se dochoval pouze jeden) a dva bronzové pozlacené reliéfy bitev u Varadína a Sisaku v Uhrách. Dále jsou zde bronzové andílčí hlavičky a bronzová nápisová tabule s německým a latinským textem. Bylo zde původně i sedm (ve dvou řadách celkem šestnáct) bronzových erbů rodů spřízněných s Rederny, které jsou však dnes již ztracené. Postranní obdélná křídla mají mělké výklenky. Nad architrávem a římsou se nacházejí mramorové jezdecké sochy biblických postav: Krále Davida a Judy Makabejského. Gesta postav jsou vznešená, odpovídající mentalitě a atmosféře doby. Mramorové nápisy idealizují rodinné vztahy Redernů a plechové desky zdůrazňují jejich světskou moc. Dílo bylo několikrát poničeno, poprvé údajně při švédském vpádu v době třicetileté války, v roce 1634 a později v roce 1647, byl náhrobek poškozen a částečně vyloupen. Byly otevřeny rakve a Melchiorovy ostatky byly zbaveny všech cenností, které měl při pohřbu 6. ledna 1601 na sobě. V arkádě, která dělí Redernovskou pohřební kapli od presbytáře, je železná kovaná renesanční mříž z počátku 17. století.
Náhrobek prvních frýdlantských Redernů je před západní stěnou Redernovy kaple. Je pískovcový a pochází z let 1565–1566. Tvoří jej renesanční architektura, která spočívá na čtyřech lvích hlavách, s průběžným soklem a čtyřmi korintskými sloupy, zdobenými do třetiny pobíjeným ornamentem. Mezi sloupy jsou tři mělké niky před nimiž stojí, v životní velikosti, pískovcové postavy. Postavy zpodobňují (zleva) Friedricha z Redernů (zemřel roku 1564), vedle je postava jeho manželky Salomeny, rozené ze Schoenaichu (zemřela roku 1556) a dále postava jejich syna Friedricha z Redernů mladšího (zemřel 1562). Nahoře se nacházejí tři kruhové terče s reliéfovými erby Redernů a Schoenaichů. Náhrobníky v presbytáři jsou vesměs renesanční a jsou (z východu):
1. Hieronyma z Biberštejnů (zemřel roku 1549). Jedná se o figurální náhrobník s latinským nápisem a nástavcem s erbem, který je drženy dvěma anděly.
2. Jana VI. z Biberštejnů (zemřel roku 1559). Náhrobník je také figurální opatřen deskou s latinským textem a segmentovým tympanonem.
3. Kryštofa z Biberštejnů (zemřel roku 1551).[2] Figurální náhrobník má bohatou pilastrovou architekturou. Datován je do roku 1566. Je opatřen německým nápisem ve vlysu a má oválný nástavec s erbem, který je doprovázený dvěma andílky.
4. Anny z Redernů, manželky Jana Jiřího z Redernu, rozené z Parchwitz (zemřela roku 1566). Je na něm torzální architektura s dvěma volně stojícími toskánskými sloupy, které jsou v dolní třetině zdobeny probíjeným ornamentem. Za nimi jsou pilastry s reliéfy sv. Jana Evangelisty a sv. Jana Křtitele. Ve výklenku se nachází reliéf mladistvé postavy se sepjatýma rukama. Ve vlysu se nachází německý nápis.[2][28]

### Obrazy a doplňky
Obraz Zasnoubení sv. Kateřiny, věnovaný kostelu hrabětem Kristiánem Kryštofem z Clam-Gallasu v roce 1819 a nacházel se v presbytáři je signovaný „J.G.Heintsch fecit“. Pochází z období kolem roku 1700. Restaurován byl Rolfem H. Schlindenbuchem z Frýdlantu roku 1937. Barokní kopie obrazu od B. Sprangera znázorňující Vzkříšení (Zmrtvýchvstání) Krista od malíře rudolfinské doby Johanna van Aachena, který býval umístěn pod bývalým chórem, z původního místa v kostele, spolu s obrazem sv. Kateřiny, byl přemístěn do městského muzea. V sakristii a na oratoři jsou skříně z poloviny 17. století. Sestává ze čtyřdílné mříže a dvoudílného nástavce s bohatou ornamentikou, spirálami, groteskami, květy, ptáčky a dalšími prvky.

### Zvony
Kostel měl před I. světovou válkou ve věži 6 zvonů. Jejich pojmenování bylo: velký „Biskup“, střední „Poplach“, „Polední zvon“, „Svatý“, „Žák“ a „Umíráček“. Za I. světové války byly čtyři z nich zrekvírovány pro válečné účely. Nahrazeny byly až v roce 1923 zvony odlitými zvonařem Wintrem z Broumova za cenu rovných 100 tisíc korun. Nové zvony nesly jména: „Velký Salvator“ (průměr 145 cm, hmotnost 1692 kg, tónina des), střední zvon „Válečník“ (průměr 117 cm, hmotnost 984 kg, tónina F), menší „Ave“, též „Zdrávas“ (průměr 99 cm, hmotnost 582 kg, tónina as) a malý zvon „Antonius“ (průměr 74 cm, hmotnost 263 kg, tónina des). Zvony byly vysvěceny 25. března 1923. V průběhu II. světové války, na jaře 1942, byly kostelu znovu odebrány tři zvony.

## Okolí kostela

### Mariánský sloup

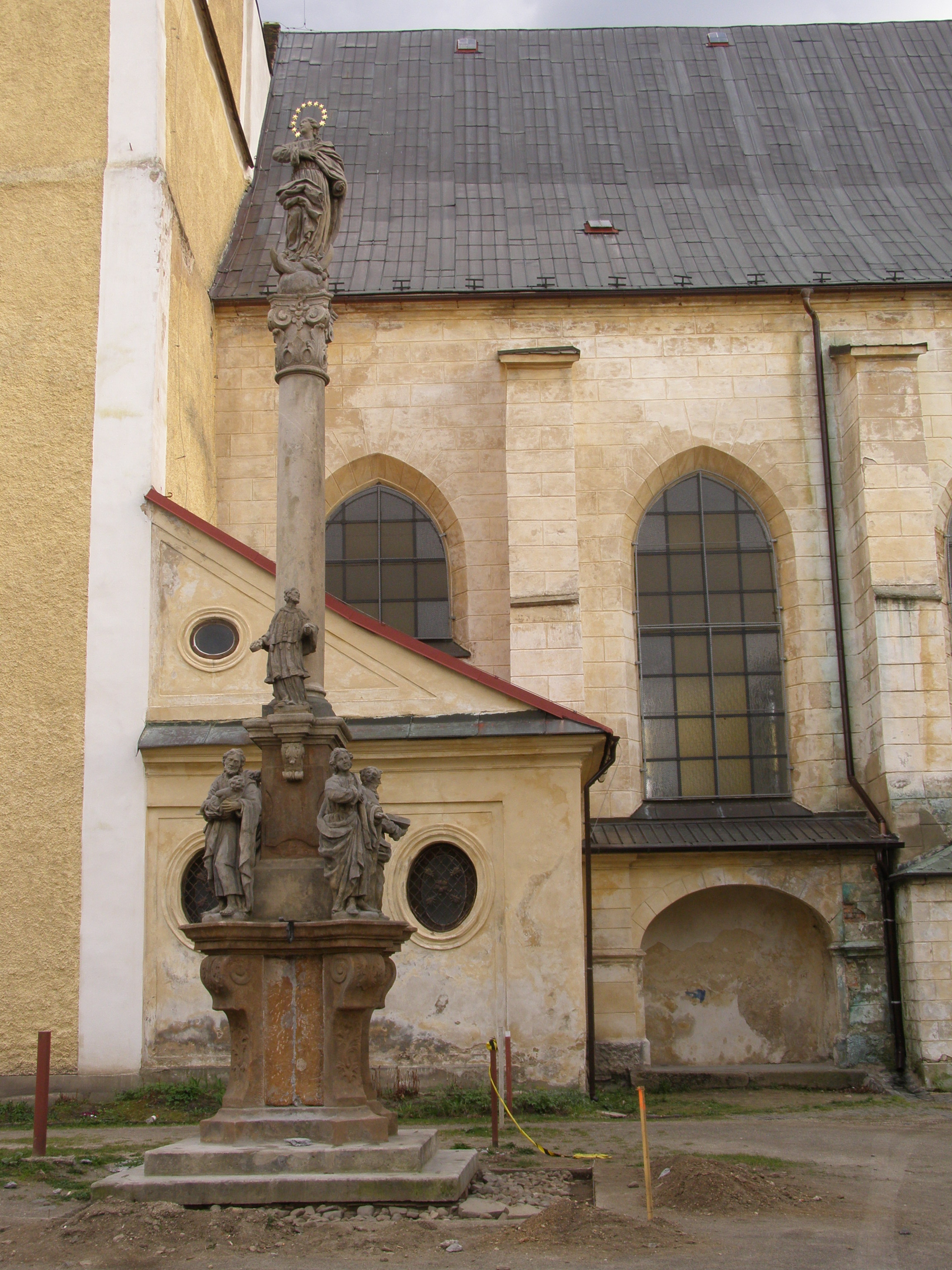
Sloup se sochou Panny Marie Nanebevzaté u kostela Nalezení sv. Kříže ve Frýdlantě

Na volném prostranství severně od kostela stojí barokní sloup se sochou Panny Marie a sochami světců. Jedná se o největší z těchto sloupů na Frýdlantsku, menší se pak nachází u chrámu Navštívení Panny Marie v Hejnicích Původně byl vztyčen roku 1723 na frýdlantském Horním náměstí. Ke kostelu byl přenesen po zboření staré radnice při rekonstrukci náměstí v roce 1898. Autorem pískovcového sloupu je zákupský sochař Ondřej Dubke (Ondřej Doubek; Andreas Dubke), který působil na dvoře Anny Marie Františky, vévodkyně Toskánské. Sloup tvoří dvoudílný podstavec dělený profilovanou římsou, na které stojí sochy sv. Josefa, sv. Jana Evangelisty, sv. Anny a sv. Jáchyma, nasedá patka sloupu se sochou sv. Jana Nepomuckého. Na této patce spočívá vysoký dřík s korintskou hlavicí. Na vrcholu sloupu je socha Panny Marie Nanebevzaté se zlacenou svatozáří, která má měsíc pod nohama a stojí na zeměkouli. Mariánská socha je prostovlasá zahalená do bohatě zřaseného splývajícího roucha. Na zdobeném spodním dílu podstavce je na zadní jižní části směřující ke kostelu nápis v němčině: „[Errichtet / im Jahre 1723 / durch Stiftung / der hiesigen Bürger / Dobius Stracke u. Johan Stracke]“. Pod ním se nachází nápis zaznamenávající opravu sloupu ve 20. letech 19. století: „[Renovirt / im Jahre 1824 / durch ein Legat des Bürgers / Franz Menzel / No. 44]“. Na severní straně podstavce nápis praví: „[Renovirt / und übertragen / vom Markte auf den Kirchplatz / auf Kosten der Stadtgemeinde / 1898]“. Opravován byl již v roce 1824. Dále byl sloup opravován na začátku 30. let 20. století, což zaznamenává nápis na severní straně podstavce: „[Renovirt / im Jahre 1932 / von edlen Wohltätern.]“. Na počátku 21. století byly všechny nápisy téměř nečitelné, jejich zachycené znění pochází z Kühnovy topografie. V roce 2009 byl mariánský sloup restaurován.

### Budova děkanství

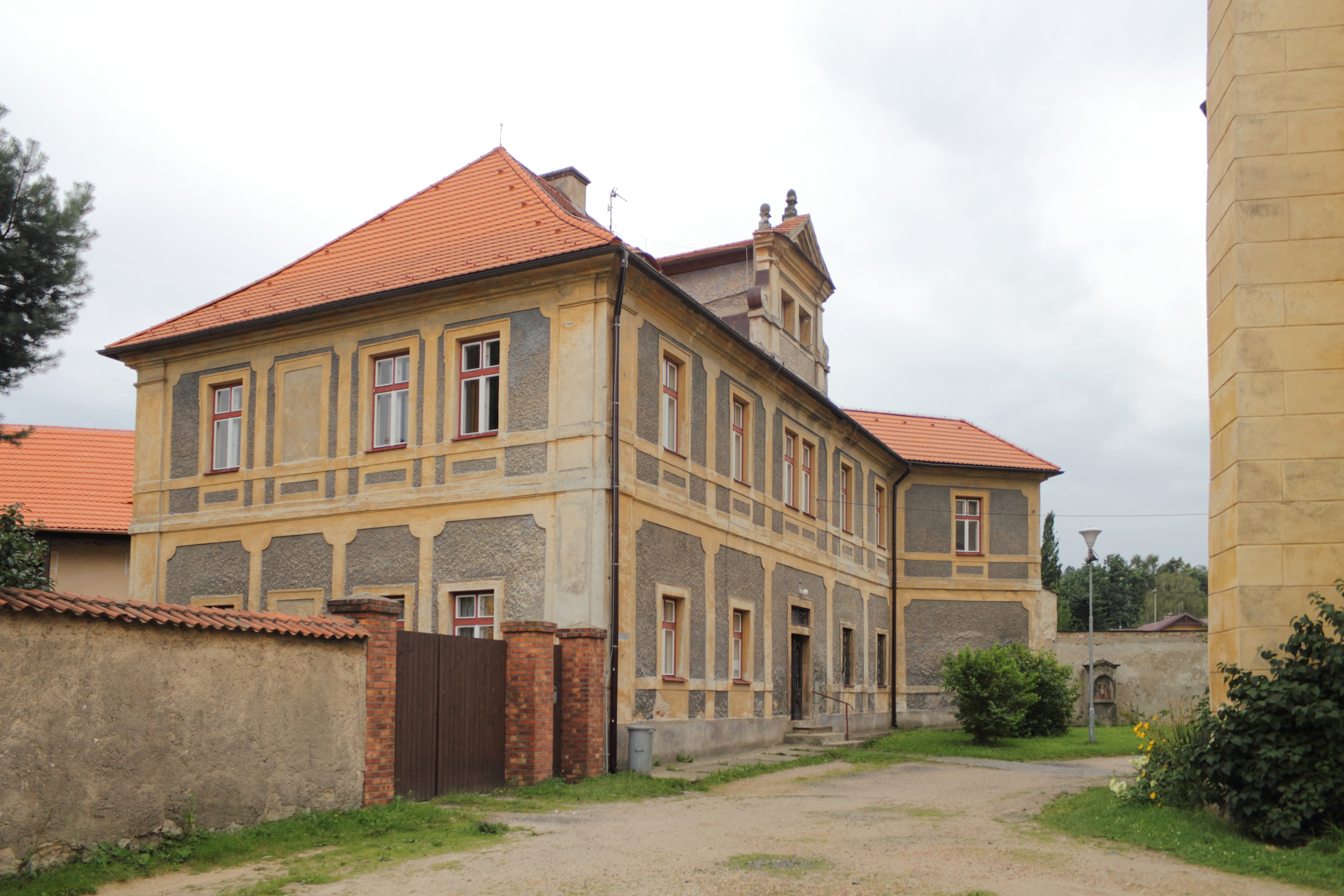
Budova děkanství (2014)

Jihovýchodně od kostela Nalezení sv. Kříže se nachází budova děkanství s čp. 85. Původní budova děkanství byla zmiňována již roku 1557. V roce 1570 byla rozšířena, takže kromě sklepení měla přízemí a jedno patro. Patřily k ní navíc i příslušné hospodářské budovy. Současné děkanství bylo postaveno v letech 1691–1694. Výstavba nového děkanství znamenalo i posílení společenského postavení frýdlantského děkana a upevnění katolického náboženství. Místní protestantský duchovní byl superintendentem, tzn. že zaujímal význačné postavení mezi ostatními evangelickými duchovními. Dvorní přístavek děkanství pochází z druhé poloviny 19. století. Budova děkanství je jednopatrová, zděná, obdélného půdorysu se štíty a středním vikýřovým volutovým štítem. K jihozápadnímu nároží je přistavěno jednoosé křídlo. Vstupní západní průčelí směřuje ke kostelu. Valbovou střechu s námětky chrání nová krytina vyskládaná z pálených tašek bobrovek. Střechu prostupuje střední štítový vikýř s trojúhelným zakončením a volská oka.
Fasádu člení lizénové rámce se čtvrtkruhovými výkrojky v křížení lizén a šambrány kolem oken. Vstup do objektu tvoří dvoukřídlé dveře s nadsvětlíkem, které jsou zasazené do kamenného pravoúhlého portálu zdobeného architektonickými prvky: uchy a kapkami. V přízemí se nachází střední vstupní síň, která má lunetovou klenbu. Ve výklencích schodiště jsou barokní sochy sv. Šebestiána a sv. Rocha, které slohově odpovídají sochám apoštolů v kostele. Jsou zde také podobizny pastorů a děkanů: 1. posledního frýdlantského pastora a superintendenta Wolfganga Günthera (1615–1624) a jeho manželky Alžběty, roz. Paschové ze Žitavy, děkana Kristiána Augusta Pfaltsa z Ostritz (1656–1667) s vyobrazením původního kostela v Hejnicích, které je signováno „Christian Franciscus Calvers (Kaulfersch) pinxit 1660“. Dále je zde podobizna Františka Salomona (1822–1846), arciděkana Josefa Lichtnera (1847–1876), signovaná „...August Jonas, Kratzau 1849“, děkana Josefa Bergmanna (1883–1896). Další podobizny byly přesunuty do městského muzea.

### Hospodářská stavení
Východně od budovy děkanství při jižní části ohradní zdi se nachází hospodářská budova. Tyto bývalé stáje jsou zděnou budovou obdélného půdorysu, který stojí blíže k objektu děkanství. Hospodářská budova je spojena s děkanstvím drobným průchozím přístavkem. Má jednoduchou sedlovou střechu se dvěma volskými oky. Jako krytina je použita taška bobrovka. Patro severního průčelí obíhá dřevěná bedněná pavlač, která je osazená na krakorcích. Na bývalé stáje bezprostředně navazuje objekt stodoly, který slouží jako zimní kaple (oratoř). Bývalá stodola je zděnou přízemní stavbou obdélného půdorysu. Je také kryta jednoduchou sedlovou střechou s taškami bobrovkami a opatřena dvěma volskými oky.

### Kaple Krista v žaláři
Jižně od kostela Nalezení sv. Kříže se nachází novogotická kaple Krista v žaláři vybudovaná v roce 1858. Jedná se o přízemní sakrální objekt ze smíšeného zdiva, který má obdélný půdorys. Na jeho východní průčelí navazuje ohradní zeď, která vede k budově děkanství. Má sedlovou střechu krytou plechem. Na severní vstupní straně, která je orientovaná ke kostelu je osazena vrcholovým křížem. Historizující ráz kaple je podtržen vstupem zasazeným do lomeného oblouku s profilovanou římsou. Okenní otvor na západním průčelí má stejný charakter jako vstup do kaple. Jižní strana kaple přiléhá k části původní městské hradby.

### Ohradní zdi a zastavení křížové cesty
Zdi u areálu kostela se nacházejí okolo částečně upraveného současného parkového prostoru. Jsou omítané, vybudované ze smíšeného zdiva a kryjí je prejzy. Zeď kolem bývalého hřbitova zrušeného v roce 1710 je původně renesanční, později v roce 1679 barokně upravená. Z barokního období pochází zřejmě i zeď s bránou kolem děkanství.
Po obvodu vnitřní strany ohradní zdi kolem bývalého hřbitova je umístěna křížová cesta. Do současnosti se dochovalo z původních čtrnácti zastaveních pouze devět výklenkových kamenných kapliček, a to od šestého zastavení až do posledního čtrnáctého. Každá z těchto kapliček je tvořena třemi kamennými bloky. Horní díl kapliček završuje profilovaná trojúhelně vzdutá korunní římsa. Pod ní je vytesán latinský kříž a obloučkový vlys. Ve střední části se nachází terakotový výjev scény z Ježíšova ukřižování, který niku vyplňuje. Nároží středního dílce rámují lizény přecházející na spodní díl. Na jednotlivých zastaveních se v torzech zachovala i vytesané pořadové římské číslice a také německy popsaný název výjevu. Stav souboru zastavení křížové cesty jako celku je ve 21. století špatný.